# Roemeria macrostigma
Roemeria macrostigma är en vallmoväxtart som beskrevs av Bienert och Friedrich Karl Georg Fedde. Roemeria macrostigma ingår i släktet Roemeria och familjen vallmoväxter. Inga underarter finns listade i Catalogue of Life.